# Fenestrulina horrida
Fenestrulina horrida är en mossdjursart som beskrevs av Moyano 1985. Fenestrulina horrida ingår i släktet Fenestrulina och familjen Microporellidae. Inga underarter finns listade i Catalogue of Life.